# ماجدة شيباراكة
ماجدة شيباراكة (بالإنجليزية: Majda Chebaraka)، (مواليد 17 أبريل 2000): هي سباحة جزائرية.
شاركت في البطولة العربية للسباحة 2016 وبطولة أفريقيا للسباحة 2018.
مثلت الجزائر في دورة الألعاب الأفريقية 2015 وحصلت على ميداليتين ذهبيتين وميدالية فضية وثلاث ميداليات برونزية. فازت بستة ميداليات برونزية في دورة الألعاب الأفريقية 2019.